# Antonio Amati
Antonio Amati, lateinisch Antonius Amati (* um 1536/1540 in Cremona; † 4. März 1607 ebenda) war ein italienischer Geigenbauer.

## Leben
Sohn des Stammvaters des cremonensischen Geigenbaus Andrea Amati. Älterer Bruder des Girolamo Amati. Die beiden sind in der Fachliteratur als die „Brüder Amati“ bekannt, weil die Instrumente aus ihrer gemeinsamen Werkstatt mit gedruckten Zetteln versehen wurden, auf denen beide mit ihren latinisierten Vornamen verzeichnet waren: „Antonius & Hieronymus Fr. Amati // Cremonen Andreae fil. F. 16..“ Das genaue Geburtsdatum ist nicht bekannt. Jedoch wird Antonio Amati in einem Dokument seiner Heimatpfarrei San Faustino in Cremona aus dem Jahre 1556, in dem die waffenfähigen Männer aufgelistet sind, als „Maestro Antoni che fai li liuti – Meister Antonio, der die Lauten macht“ bezeichnet.
Die Brüder arbeiteten in der Werkstatt des Vaters und führten diese nach dessen Tod im Jahre 1577 gemeinsam bis Ende 1588 weiter. Vom 20. Dezember 1588 ist ein Dokument überliefert, nach dem Antonio seinen Anteil am Vaterhaus an Girolamo verkaufte und sie die Werkzeuge genau aufteilten. Über den Grund der Trennung ist nichts bekannt. Ihre gemeinsamen Etiketten verwendete zumindest Girolamo noch bis 1630. Antonio scheint in der Nachbarschaft geblieben zu sein, denn sein Todesdatum wurde vom Pfarrer der Gemeinde San Faustino eingetragen und er wurde in der Kirche San Domenico begraben.

## Instrumente
Die Instrumente mit dem gemeinsamen Etikett von Antonio und Girolamo sind auch für Experten kaum den einzelnen Brüdern zuzuordnen. Sie arbeiteten handwerklich außerordentlich sauber und experimentierten an der Bauweise der Violine besonders an den Umrissformen, Wölbungen und F-Löchern. Charakteristisch ist eine vertiefte Hohlkehle, die für den warmen Ton ihrer Exponate verantwortlich gemacht wird.